# The Schoolma'm of Stone Gulch
The Schoolma'm of Stone Gulch è un cortometraggio muto del 1912 prodotto dalla Kalem e diretto da Pat Hartigan.

## Produzione
Il film, prodotto dalla Kalem Company, venne girato a Santa Monica.

## Distribuzione
Distribuito dalla General Film Company, il film - un cortometraggio di una bobina - uscì nelle sale cinematografiche statunitensi il 5 aprile 1912.